# Seconde bataille de Géonosis
Guerre des clones
Batailles
- Géonosis I
- Géonosis II
- Coruscant
- Ordre 66

La seconde bataille de Géonosis se déroule dans l'univers fictif Star Wars. Elle oppose la République galactique à la Confédération des systèmes indépendants (CSI) sur Géonosis.
La seconde bataille de Géonosis est visible dans la saison 2 de The Clone Wars.

## Univers

Un sabre laser bleu, arme des Jedi, et un sabre laser rouge, arme des Sith.

L'univers de Star Wars se déroule dans une galaxie habitée par des humains et de nombreuses espèces extraterrestres. Elle est le théâtre d'affrontements entre les chevaliers Jedi et les seigneurs noirs des Sith, personnes sensibles à la Force, un champ énergétique mystérieux qui leur procure des pouvoirs psychiques. Les Jedi maîtrisent le côté lumineux de la Force, pouvoir bénéfique et défensif, pour maintenir la paix dans la galaxie. Les Sith utilisent le côté obscur, pouvoir nuisible et destructeur, pour leur usage personnel et pour dominer la galaxie.
Depuis le rachat de la société Lucasfilm par la Walt Disney Company, il existe deux univers Star Wars : le « Légendes » et l'« Officiel ». Ils ont pour point commun les six premiers films et la série télévisée The Clone Wars. L'univers Légendes reprend en plus les histoires complémentaires présentées dans des livres, des bandes dessinées, des téléfilms ou des jeux sortis avant 2014. L'univers Officiel reprend, lui, les histoires des films et des autres supports parus depuis 2014,.

## Contexte
La République galactique domine la Galaxie. Toutefois, le Sénat galactique est impuissant face aux revendications de mondes reculés. Ces planètes de la Bordure sont surtaxés, les pirates s'y acharnent et les corporations commerciales y prennent du pouvoir tandis que les affaires judiciaires sont mises à mal par la bureaucratie.
Dans ce contexte, le comte Dooku est un ancien Jedi qui quitte l'ordre et rejoint sa planète natale, Serenno. Il se met à critiquer ouvertement le gouvernement galactique. De nombreux systèmes se joignent alors à la cause de sa Confédération des systèmes indépendants, mouvement séparatiste en mesure de lever une armée contre la République et de l'affronter d'égal à égal.

## Prélude
La première bataille de Géonosis est une victoire de la République galactique sur la Confédération des systèmes indépendants, dont les dirigeants fuient Géonosis. Dispersée dans la Galaxie à cause de la guerre des clones, la République ne laisse pas sur Géonosis une armée suffisante pour en préserver le contrôle. Les géonosiens sont très fidèles à la CSI. Les géonosiens reprennent leur planète à la République.
Lors d'une opération secrète, Padmé Amidala découvre que le Clan Bancaire Intergalactique finance la construction d'une usine séparatiste sur Géonosis. Cette usine de droïdes doivent permettre d'essayer les nouveaux véhicules séparatistes de haute technologie, les Super Tanks. La République décide d'intervenir et d'arrêter les projets séparatistes sur Géonosis.

## Champ de bataille

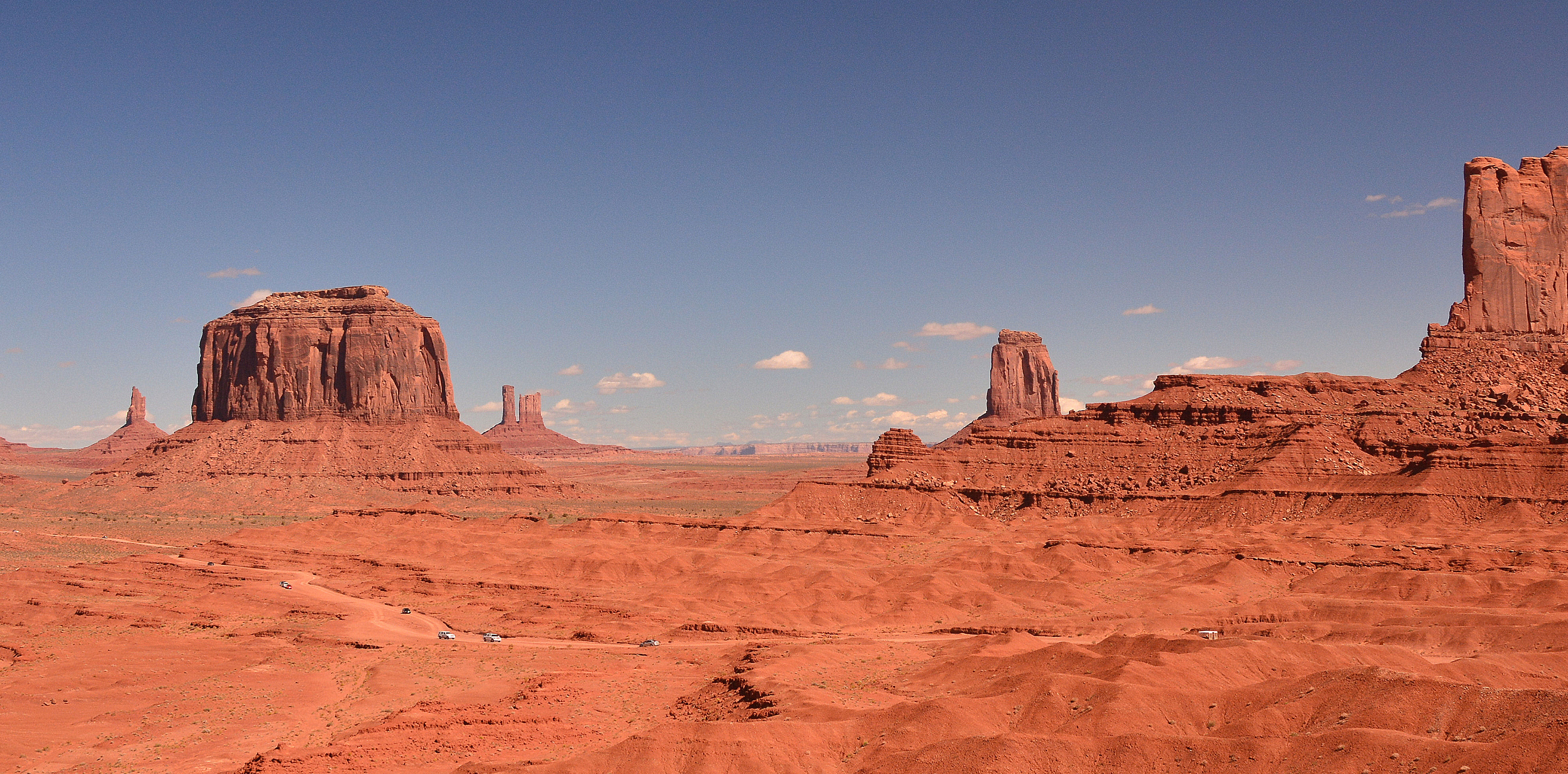
L'apparence de Géonosis est similaire à celle de zones de l'Ouest américain telle Monument Valley ici.

## Déroulement
La République galactique cherche à détruire l'importante usine de droïdes séparatiste de Géonosis. La capture de Poggle le Bref est aussi l'un des grands objectifs de cette opération.
Les Jedi doivent d'abord venir à bout des lignes de défense et du générateur de bouclier qui protègent la zone de l'usine. Les trois Jedi Obi-Wan Kenobi, Ki-Adi-Mundi et Anakin Skywalker dirigent chacun ses forces de soldats clones à partir d'un angle différent. Ils se donnent rendez-vous à Point Rain.
Cependant, les canonnières d'Anakin et de Ki-Adi sont abattues. Les deux généraux Jedi poursuivent leurs assauts respectifs à pied. En chemin, Anakin s'amuse avec son apprentie, Ahsoka Tano, en voyant qui réussirait à vaincre le plus de droïdes de combat. Anakin en tue 55, Ahsoka 60 mais ils découvrent, étonnés, que Ki-Adi-Mundi en tue 65, sans même avoir été mis au courant de la compétition.
Obi-Wan, dont le vaisseau a aussi été abattu, voit ses troupes se retrouver en infériorité numérique. Il a besoin de l'aide des autres Jedi. Anakin, Ahsoka et Ki-Adi viennent à son secours.
Le maître Jedi Luminara Unduli demande à son apprentie Barriss Offee de se préparer à sa participation à la bataille. Pour cela, elle doit mémoriser les 200 jonctions qui composent le labyrinthe formé par un systèmes de tunnels souterrains qui donnent l'accès à l'usine de droïdes.
L'armée clone rencontre une résistance géonosienne acharnée, plus farouche que prévu. Une fois devant l'usine, Anakin Skywalker et Luminara Unduli distraient l'armée droïde devant l'usine. Pendant ce temps, leurs apprenties, Ahsoka et Barriss, sont chargées de la destruction de l'infrastructure. Elles s'y infiltrent et la font exploser de l'intérieur.
Luminara Unduli disparaît alors qu'elle se trouve dans le temple Progate. Les Jedi Anakin Skywalker et Obi-Wan Kenobi partent à sa recherche. Ils découvrent qu'elle a été enlevée par des géonosiens morts-vivants qui se déplacent grâce à des vers qui contrôlent les cerveaux sur lesquels ils se trouvent. Cette armée souterraine est dirigée par la reine géonosienne Karina la Grande. Les Jedi et les soldats clones parviennent à libérer Luminara. Ils détruisent le temple en le quittant, tuant fort probablement la reine par la même occasion,.
Une fois la bataille terminée, un vaisseau de la République est contaminé par des vers géonosiens. La plupart des membres de l'équipage, à commencer par le soldat clone Scythe, est infectée. L'esprit des soldats, et de la Jedi Barriss Offee, est contrôlé par les vers. Ahsoka Tano parvient à arrêter le risque d'épidémie, et ainsi à libérer la Galaxie d'un risque de prise de pouvoir de zombies, au prix de la vie de quelques soldats,,.

## Bilan
La bataille est une défaite pour la CSI. L'usine de droïdes est totalement détruite, ce qui affecte la production de l'armée droïde séparatiste.
De plus, la conclusion de cette bataille se manifeste aussi sous forme d'importante défaite géonosienne avant tout. Poggle le Bref, dirigeant séparatiste de Géonosis, est fait prisonnier par la République.

## Conséquences
La CSI se voit contrainte de construire de plus en plus ses droïdes dans différents mondes. Les séparatistes doivent accepter la perte d'un monde industriel majeur et trouver d'autres moyens de continuer à alimenter les rangs de l'armée droïde.
La capture de Poggle le Bref permet à la République la construction secrète de l'Étoile de la mort. La République craint alors, à tort (le comte Dooku a donné les plans qu'il a reçus à Dark Sidious, c'est-à-dire le dirigeant de la République), que la CSI ne se procure une puissante station spatiale offensive, et cherche alors à en obtenir une en première. Pour cela, Orson Krennic, chargé du chantier républicain, obtient de Poggle des plans de station spatiale et la collaboration de son peuple. Poggle ruse et parviendra à fuir, mais cela n'empêche pas la construction de cette super-arme par la République puis l'Empire galactique. Depuis cette seconde bataille de Géonosis, les géonosiens sont asservis, jusqu'à leur extermination,.
Côté républicain, l'occupation de Géonosis, qui a montré qu'elle était jusque-là fragile, se renforce. La République galactique installe plus de soldats clones sur ce monde qu'elle juge stratégique.